# Katolska Folkpartiet

Katholieke Volkspartij logo (1970)

Katolska Folkpartiet (nederländska: Katholieke Volkspartij, KVP) var ett nederländskt politiskt parti, med katolsk väljarbas, bildat den 22 december 1945 som politisk arvtagare till det Romersk-katolska statspartiet.
Partiet satt under hela sin existens i regeringsställning.
1967 upptog partiet samtal på temat "kristlig politik"  med de båda reformerta partierna Anti-revolutionära Partiet och Kristliga Historiska Unionen. Dessa samtal mynnade 1973 ut i bildandet av valkartellen Kristdemokratisk appell som 1977 erövrade regeringsmakten, med partimedlemmen i Katolska Folkpartiet, Dries van Agt, som premiärminister.
1980 upplöstes de tre partierna i kartellen och gick samman i ett parti, med van Agt som partiledare.